# Radio Row

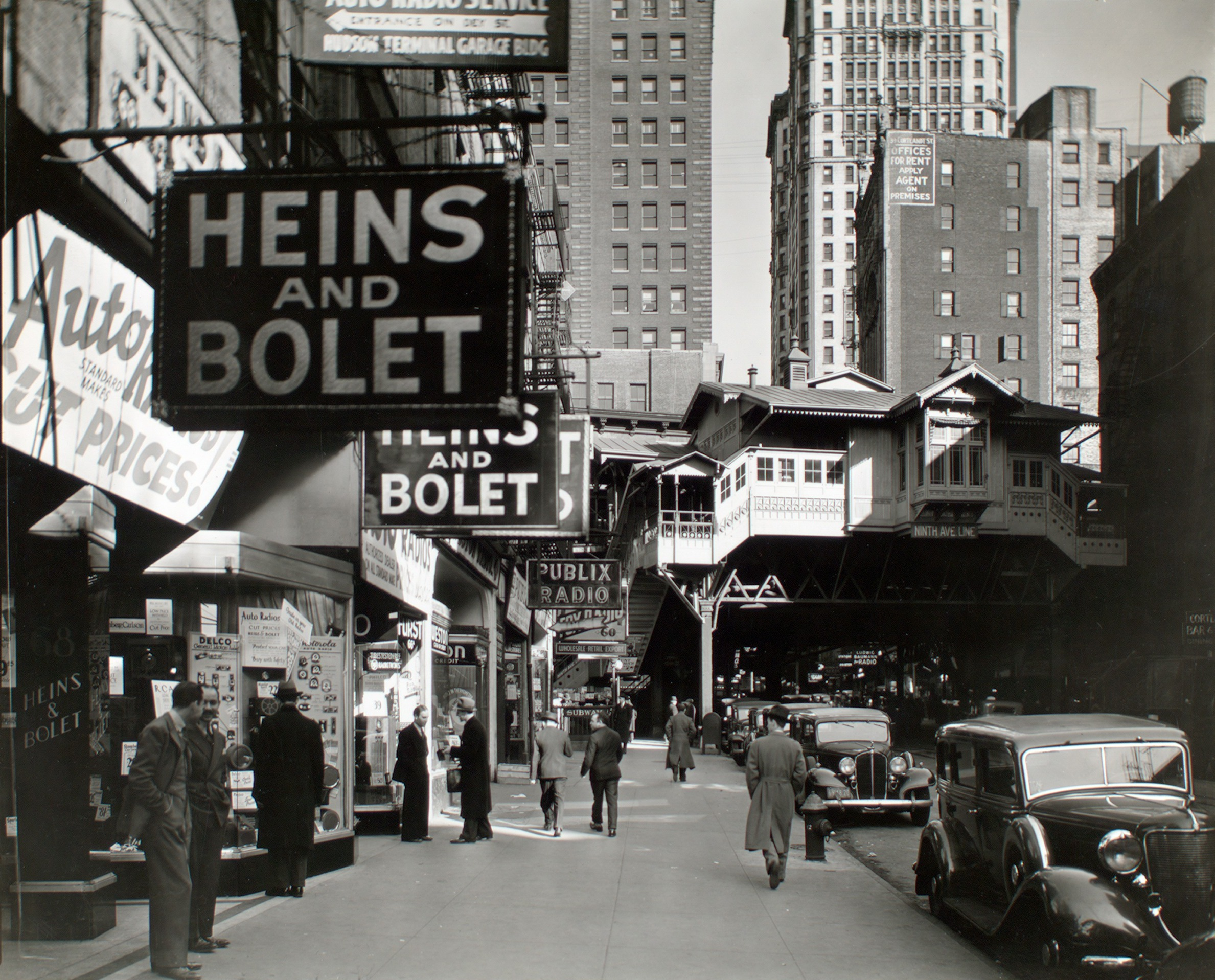
Radio Row, 1936

Radio Row was een buurt in Lower Manhattan (New York), bestaande uit pakhuizen en elektronicazaken tijdens de bloei van uitzending, variërend van radio tot later analoge televisietoestellen.

## Geschiedenis
Radio Row was de bijnaam van een buurt ten westen van Park Row die was ontstaan in 1921 en ongeveer 13 huizenblokken groot was. De buurt liep noord-zuid van Barclay Street naar Liberty Street en oost-west van Church Street naar de omgeving van de nog niet aangelegde West Street en was een bolwerk voor ondernemers in elektronica. Radio Row was gelegen in de drukkere verkeersas Canal Street-Sixth Avenue. In de jaren 1930-40 waren meer dan 300 bedrijven en meer dan 30.000 werknemers in de buurt gevestigd en tewerkgesteld.
The New York Times beschreef Radio Row als een aparte wijk en een paradijs voor elektronische knutselaars. Elke winkel en elk interieur was met elektronische onderdelen volgepakt. Bovendien streden zakenlieden onderling om hun goederen tentoon te stellen op straat. Meer dan alleen de verkoop van radio's, was Radio Row een bestemming voor allerlei werktuigen en mes en groef. De faam van de buurt doofde geleidelijk uit vanaf de jaren 1950.
Radio Row moest plaats ruimen voor de bouw van het World Trade Center in 1966.